# ریوکو تانی

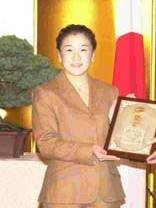
ریوکو تانی - ۲۰۰۰

ریوکو تانی (انگلیسی: Ryoko Tani؛ زاده ۶ سپتامبر ۱۹۷۵) جودکار اهل ژاپن است.